# 회나무
회나무(Euonymus sachalinensis)는 한국·일본·중국 등지에서 자라는 낙엽관목으로 높이는 4m 정도이다. 잎은 마주나고 달걀모양 긴 타원형 또는 거꿀달걀꼴로 가장자리에 둔한 톱니가 있으며, 잎자루는 길이 4-10mm이다. 꽃은 6월에 자주색으로 피고, 잎겨드랑이의 취산꽃차례로 달린다. 열매는 삭과이며 9월에 익는다.

## 같이 보기
- 의성읍 도서동의 회나무 - 경상북도 기념물 제2호